# HD 121228

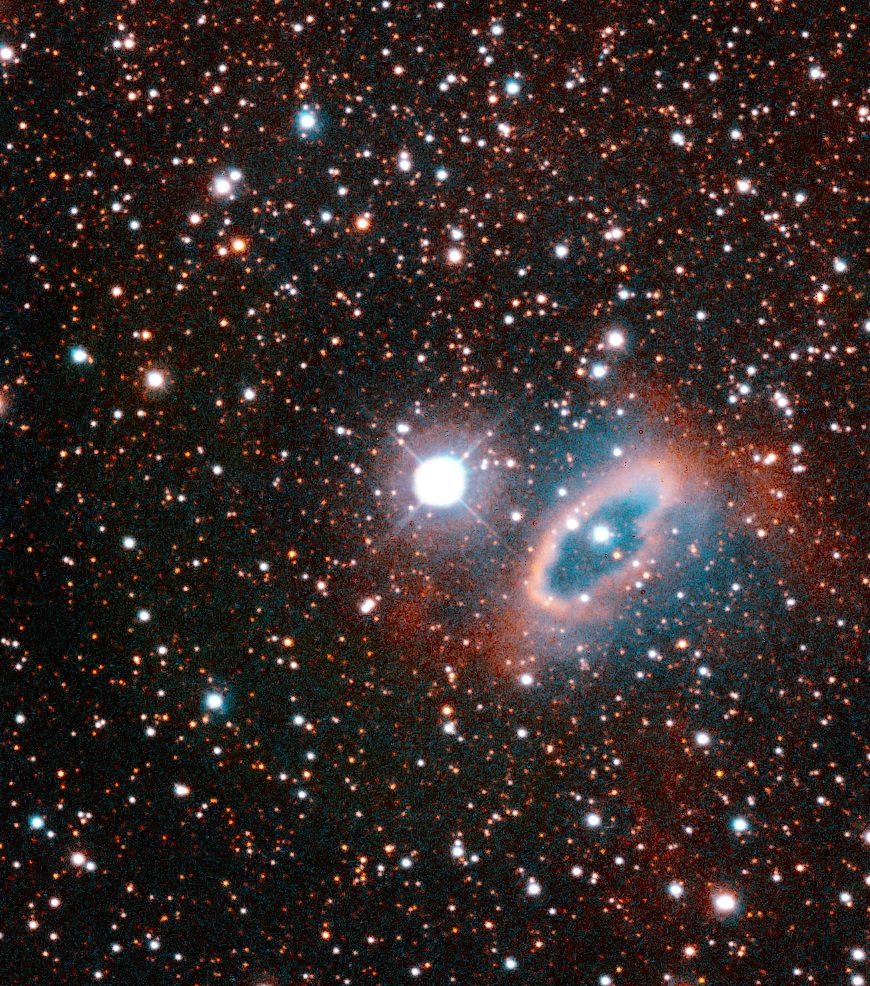
HD 121228 intill den planetariska nebulosan SuWt 2.

HD 121228 är en ensam stjärna belägen i den södra delen av stjärnbilden Kentauren. Den har en skenbar magnitud av ca 7,86 och kräver ett mindre teleskop för att kunna observeras. Baserat på parallax enligt Gaia Data Release 2 på ca 0,65 mas, beräknas den befinna sig på ett avstånd på ca 5 000 ljusår (ca 1 500 parsek) från solen. Stjärnan är känd för sin nära placering intill den planetariska nebulosan SuWt 2.

## Egenskaper
HD 121228 är en blå till vit superjättestjärna av spektralklass B1 Ib. Den har en massa som är ca 7 solmassor, en radie som är ca 9 solradier och en effektiv temperatur av ca 8 100 K.